# Sân bay Khanty-Mansiysk
Sân bay Khanty-Mansiysk (còn viết là sân bay Khantymansiysk) (IATA: HMA, ICAO: USHH) là một sân bay ở Vùng tự trị Khanty-Mansi, Liên bang Nga, cách Khanty-Mansiysk 5 km về phía đông bắc. Sân bay này phục vụ máy bay cỡ vừa.

## Các hãng hàng không và các điểm đến
- Azerbaijan Airlines (Baku)
- Yamal Airlines (Salekhard, Nizhnevartovsk, Tyumen, Moskva-Vnukovo, Surgut, Uraj, Novosibirsk, Ekaterinburg, Omsk)
- S7 Airlines (Moskva-Domodedovo)
- UTair Aviation (Surgut)